# 鄚姓
鄚姓是一個漢姓，但未列入《百家姓》中，主要分佈於越南。

## 起源
- 出自廣東雷州莫姓，鄚玖為避免與莫登庸的家姓相混淆而改姓。
- 出自河北任丘鄚陽城。[來源請求]

## 歷史名人
- 鄚玖：明末清初時，廣東雷州在越華僑。